# Estádio Jardim América
O Estádio Club Athletico Paulistano, mais conhecido como Estádio Jardim América ficava no mesmo lugar onde está hoje a sede do clube, no Jardim América, bairro nobre de São Paulo e pertencia ao Club Athlético Paulistano clube da elite quatrocentona paulistana no começo do Século XX, maior time da época, que quando saiu do futebol, foi sucedido pelo São Paulo Futebol Clube.
O estádio tinha capacidade para 15.000 espectadores, com alguns setores cobertos, e gramado com dimensões 109 por 73 m.

## Polêmica sobre a inauguração
Oficialmente, o estádio foi inaugurado em 29 de dezembro de 1917 na vitória da Seleção Paulista sobre o Dublin F.C. do Uruguai por 1 a 0. Mas o Santos Futebol Clube aponta como inauguração real do estádio o dia 21 de abril de 1918, quando o Paulistano o venceu por 7 a 3.
Quanto ao seu fim, não há controvérsias: Quando o Paulistano, defensor ferrenho do amadorismo e do elitismo no Futebol, desistiu de concorrer com a Liga pró-profissional e extinguiu seu departamento de futebol em 1929, o campo deixou de ser usado para disputa do Campeonato Paulista. Acabou sendo demolido em 1950.